# Magnesiozippeite
La magnesiozippeite è un minerale.